# Broodjesvloer
Een broodjesvloer, ook wel combinatievloer genoemd, is een dragende vloer waarbij kleine elementen van beton of isolatiemateriaal fungeren als bekisting. 
De broodjesvloer wordt samengesteld door allereerst op regelmatige afstand prefab balken van gewapend beton te plaatsen. Deze balken hebben een omgekeerde T-vorm. Vervolgens worden dragend op de balken elementen van beton of polystyreen (de "broodjes") geplaatst. Hierover wordt extra wapening aangebracht, waarna beton wordt gestort om het geheel te koppelen en te verstevigen.
De balken zijn meestal voorzien van een voorspanwapening, zo niet is het een traditionele wapening. Het beton dat gestort wordt op de broodjes dat als verloren bekisting fungeert vult de ruimte op tussen de broodjes en de prefab balk. In eindtoestand hebben we een significant grotere balk waarin de préfab balk verwerkt zit.  De 4 à 7 cm dikke betonlaag dat de broodjes bedekt wordt mee als druklaag gebruikt voor de finale balk in T-vorm.  De beperkte tussenafstand tussen de balken laat toe slechts een druklaag van 4 à 7 cm dikte te hebben.  De broodjes zelf hebben geen structurele functie, zij dienen enkel als verloren bekisting. Daarom bestaan deze in aardewerk, beton, polystyreen of nog OSB.  
Het voordeel van de broodjesvloer boven dat van een elementenvloer (waar de vloer wordt opgebouwd uit grotere zwaardere elementen) is dat de broodjesvloer bestaat uit kleinere samen te stellen onderdelen, waardoor deze geschikt is om toe te passen op moeilijk bereikbare plaatsen, zoals een uitbouw achter een woning die onbereikbaar is voor vrachtverkeer.